# Chihuahua (település)
Chihuahua nagyváros Mexikó északi részén, Chihuahua állam fővárosa és második legnépesebb városa Ciudad Juárez után, 2010-ben mintegy 810 000 lakója volt.

## Földrajz

### Fekvése
Chihuahua az azonos nevű állam közepén, Mexikó északi részén fekszik, az északi síkvidékek és a Nyugati-Sierra Madre találkozásánál, a Mapimí-medence szélén. A város területe nem teljesen sík, de nagy szintkülönbségek nincsenek. Tőle nyugatra viszont már több száz méteres relatív magasságú hegyláncok húzódnak. Minden patak, ami keresztülfolyik a településen, csak időszakos: az év nagyobb részében ki vannak száradva.

### Éghajlat
A város éghajlata meleg, csapadékban szegény. Minden hónapban mértek már legalább 28 °C-os hőséget, de a rekord alig haladta meg a 40 °C-ot. Az átlagos hőmérsékletek a januári 9,8 és a júniusi 26,6 fok között váltakoznak, novembertől kora tavaszig fagyok is előfordulnak. Az évi átlagosan 382 mm csapadék időbeli eloszlása rendkívül egyenetlen: a júliustól szeptemberig tartó 3 hónapos időszak alatt hull az éves mennyiség több mint 70%-a.
| Hónap                                   | Jan. | Feb. | Már. | Ápr. | Máj. | Jún. | Júl. | Aug. | Szep. | Okt. | Nov. | Dec. | Év   |
| --------------------------------------- | ---- | ---- | ---- | ---- | ---- | ---- | ---- | ---- | ----- | ---- | ---- | ---- | ---- |
| Rekord max. hőmérséklet (°C)            | 28,0 | 30,0 | 32,0 | 36,0 | 39,0 | 41,0 | 39,0 | 38,0 | 38,5  | 33,5 | 30,5 | 28,0 | 41,0 |
| Átlagos max. hőmérséklet (°C)           | 17,5 | 20,3 | 23,8 | 27,5 | 31,0 | 34,4 | 32,6 | 30,8 | 28,7  | 26,1 | 21,2 | 18,7 | 26,1 |
| Átlaghőmérséklet (°C)                   | 9,8  | 11,7 | 15,4 | 18,8 | 22,8 | 26,6 | 25,9 | 24,3 | 22,3  | 18,6 | 13,1 | 10,6 | 18,4 |
| Átlagos min. hőmérséklet (°C)           | 2,1  | 3,0  | 6,9  | 10,2 | 14,5 | 18,8 | 19,1 | 17,8 | 16,0  | 11,0 | 5,1  | 2,5  | 10,6 |
| Rekord min. hőmérséklet (°C)            | −7,0 | −7,0 | −2,0 | 0,0  | 4,5  | 12,5 | 11,5 | 11,0 | 7,0   | 1,0  | −5,5 | −8,0 | −8,0 |
| Átl. csapadékmennyiség (mm)             | 8    | 5    | 3    | 8    | 15   | 26   | 83   | 96   | 95    | 23   | 10   | 10   | 382  |
| Forrás: Servicio Meteorológico Nacional |      |      |      |      |      |      |      |      |       |      |      |      |      |

## Közlekedés
A város az állam egyik közlekedési csomópontja, itt keresztezi egymást a belső országrészeket az északi határral összekötő 45-ös és a nagyjából nyugat–keleti irányú, Hermosillóból induló és Texasba vezető 16-os szövetségi főút, és ugyancsak keresztezi egymást két fontos vasútvonal is: az egyik a 45-ös főúthoz hasonlóan az ország belsejéből vezet Ciudad Juárezbe, a másik a Csendes-óceán partján fekvő Topolobampo kikötőjéből északkeleti irányban szeli át az országot a texasi határig.
Chihuahua nemzetközi repülőtere a várostól keletre, néhány kilométer távolságban található General Roberto Fierro Villalobos nemzetközi repülőtér.
A helyi közlekedésben jelentős szerepet játszik a ViveBús nevű gyors buszjárat, mely észak-déli irányban szeli át a várost.

## Népesség
A város népessége folyamatosan és gyorsan növekszik, ezt szemlélteti a következő táblázat:
| Év   | Lakosság |
| ---- | -------- |
| 1990 | 516 153  |
| 1995 | 613 722  |
| 2000 | 657 876  |
| 2005 | 748 518  |
| 2010 | 809 232  |

## Története

### Nevének eredete
A kutatók több véleményt is megfogalmaztak a város (és az állam) nevének eredetére, legtöbben a tarahumara nyelvből származtatják, de a legvalószínűbb mégis Félix Ramos y Duarte 1889-ben közzétett magyarázata, miszerint a szó a navatl nyelvből ered és a xi, valamint a cuauhuacqui szavakból rövidült le, jelentése pedig „száraz, homokos hely”.

### A város alapítása
A környéken a spanyolok megérkezése előtt a koncsó indián törzs élt, számukat a 17. század közepén mintegy 50 000-re becsülték. A vidéket első spanyolként Álvar Núñez Cabeza de Vaca fedezte fel 1533-ban, majd 1562-ben Francisco de Ibarra erre járva Új-Vizcayának nevezte el a területet.
1702. november 4-én gazdag rézlelőhelyet fedeztek fel a San Pedro de Alcántara-hegy belsejében, majd 1707-ben megnyitották a Nuestra Señora de la Soledad nevű bányát, mely nagyban elősegítette a környék fejlődését. Hamarosan Új-Vizcaya vezetői úgy döntöttek, ki kell jelölni egy helyet egy leendő városnak, mely a tartomány székhelye lesz. Antonio de Deza y Ulloa kormányzó 1709 októberében javaslatokat gyűjtött a helyi birtokosoktól, de mivel a 16 szavazó véleményei között nem volt többségben egyik vélemény sem, a kormányzó maga járta be a vidéket és döntötte el, hogy az új város a Sacramento és a Chuvíscar folyók összefolyásánál épüljön fel. Az 1709. október 12-én alapított város neve San Francisco de Cuéllar lett, az elnevezés első tagja Assisi Szent Ferenc nevéből származik, második tagját pedig Francisco Fernández de la Cueva új-spanyol alkirály miatt kapta, aki egyben Cuéllar spanyol város márkija is volt.

### 18. század

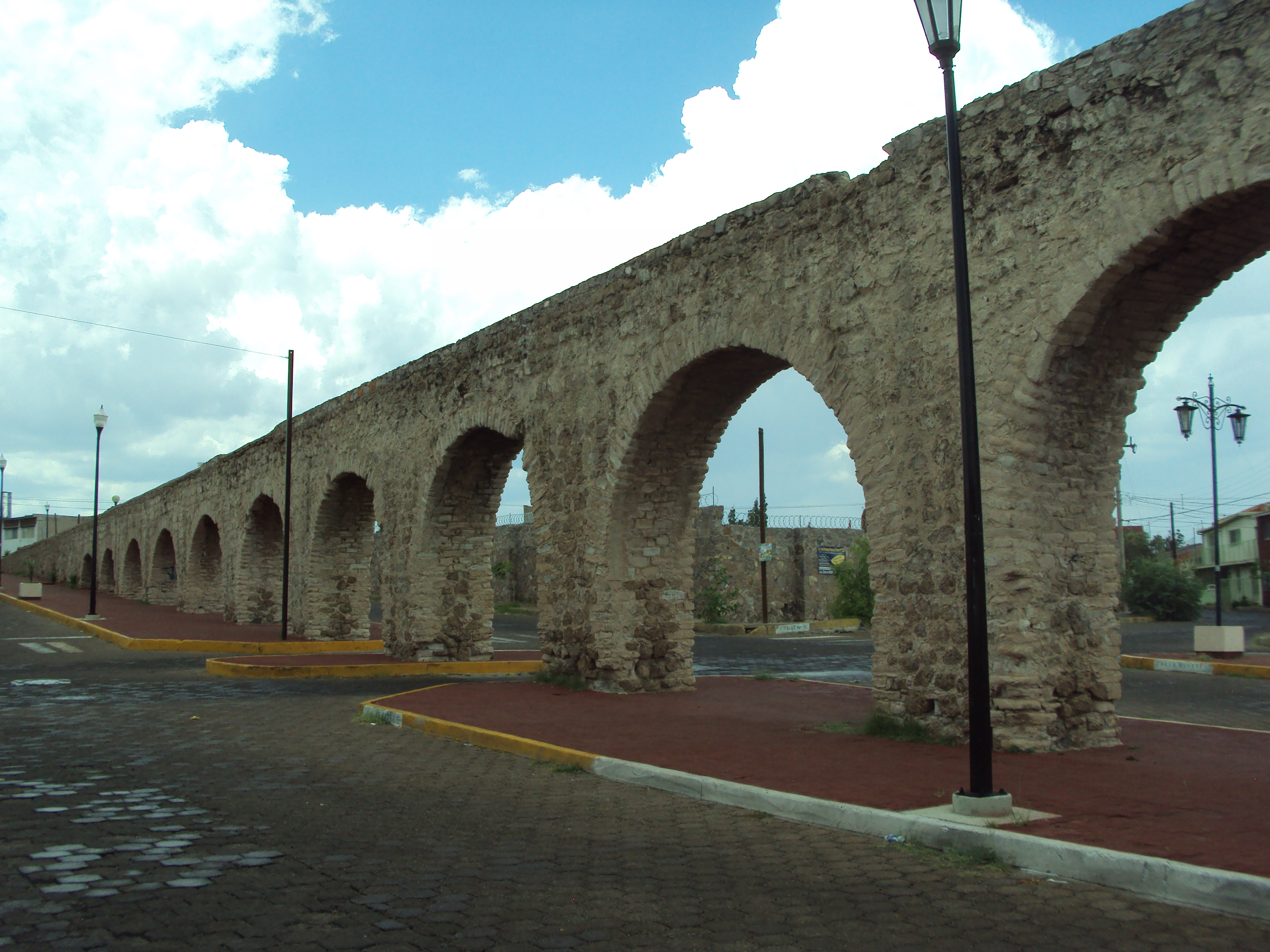
A vízvezeték egy részlete

1714-re elkészült a város első temploma Assisi Szent Ferenc tiszteletére, akinek első ünnepét három évvel később, október 4-én tartották; ez a dátum ma is fontos szerepet játszik az állam életében: az új kormányzók ezen a napon lépnek hivatalba. 1718-ban gyűjtést szerveztek a Nuestra Señora de Loreto nevű jezsuita kollégium felépítésére.
1718. október 1-jén Baltasar de Zúñiga y Guzmán alkirály villa rangra emelte a települést, mely ekkor felvette a San Felipe el Real de Chihuahua nevet. Innentől kezdve a városnak saját önkormányzata lehetett, nem a guadalajaraiak irányították. A testület új székházat is építtetett magának, ez 1726-ra készült el.
1721-ben nyílt meg a település első iskolája, az első színelőadásra pedig 1724-ben került sor. Egy évvel később elkezdték építeni a székesegyházat, 1731-ben a Szent Rita-templomot, 1741-ben az első magániskolát, 1751-ben pedig a vízvezetéket. 1767-ben létesült az első postaállomás, melynek köszönhetően rendszeres postajáratok indultak Durango városába. 1780-ban megnyílt egy olyan műhely, ahol a bűnelkövetőket dolgoztatták és valamilyen szakmára tanították, hogy szabadulásuk után könnyebben hasznos tagjaivá válhassanak a társadalomnak. 1791-ben a korábbi jezsuita kollégiumban katonai kórházat alakítottak ki. Ezekben az években a város és a hozzá tartozó „partido” (járás) lakossága már meghaladta a 10 000 főt, azonban 1793-ban a járás területét csökkentették, így a lakók száma is 2000-re fogyott.
1797-ben kapott engedélyt a város tianguisok, azaz vásárok tartására. Ezekre minden hónap elsején és 15-én került sor az Uranga téren (ahol a városi akasztófa is állt).

### 19. század

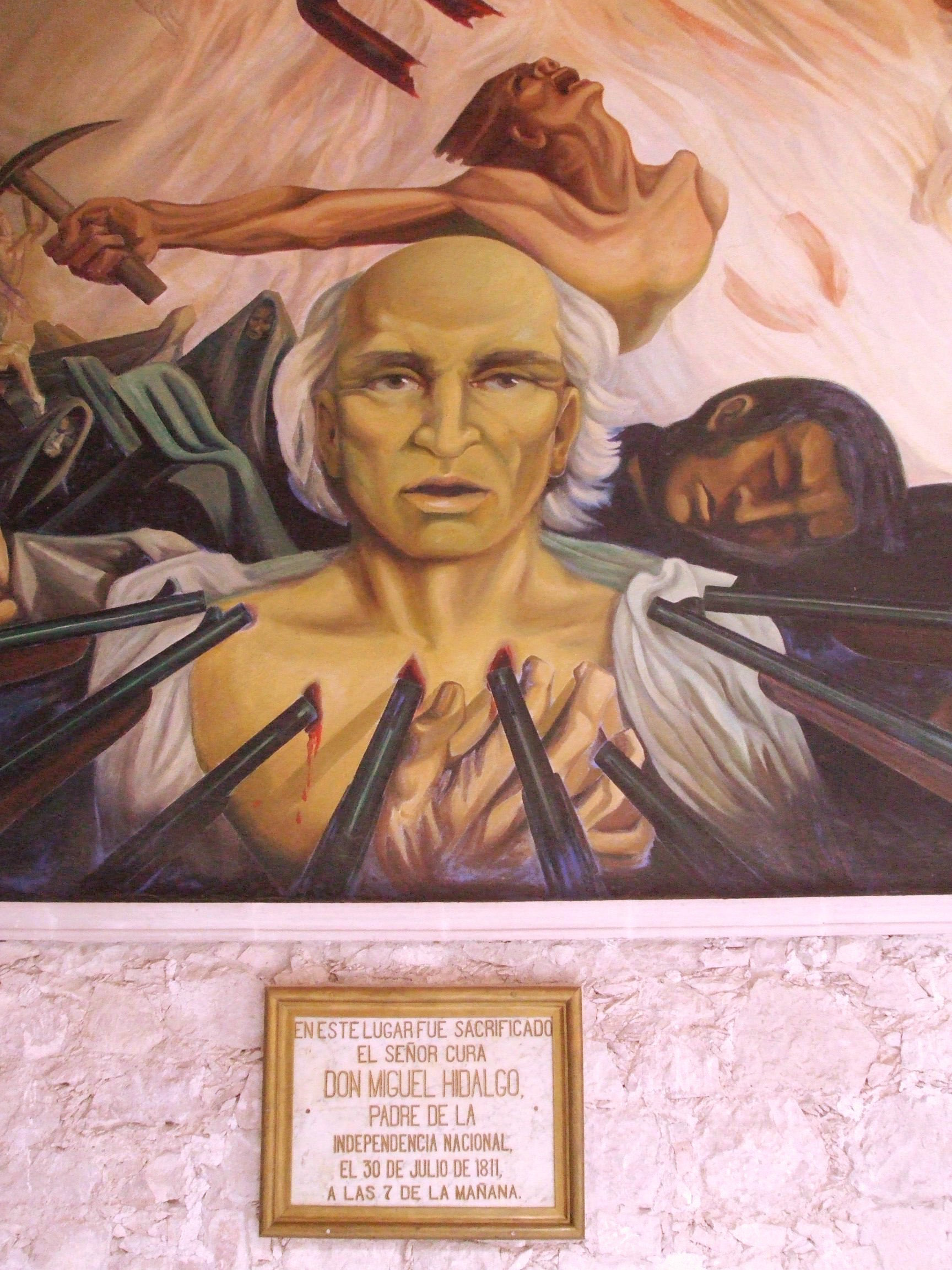
Falfestmény és emléktábla Miguel Hidalgo y Costilla kivégzésének helyén, a kormánypalotában

1803-ban a mintegy 11 600 lakosú város köztéri órával gazdagodott, 7 év múlva pedig árvaház nyílt meg. 1811-ben kezdődött meg Chihuahuában a pénzverés, 1817-ben azonban a pénzverde bezárt és csak 1832-ben indult újra. Ekkor 1896-ig működött, majd a forradalom idején még egy rövid ideig, 1914-től 1915-ig.
1811 márciusában Acatita de Bajánnál a spanyolok elfogták a függetlenségi háború több fővezérét, akiket hamarosan Chihuahuába szállítottak és halálra ítéltek. Juan Aldamát, Ignacio Allendét és José Mariano Jiménezt június 26-án, Miguel Hidalgo y Costillát pedig július 30-án végezték ki. A kivégzésre a kormányzati palotában, az egykori jezsuita kollégiumban került sor, erre ma emléktábla és falkép emlékeztet.
Az alkotmányozó nemzetgyűlés 1823. július 19-i határozatának eredményeképpen 21-én a korábbi Új-Vizcaya két tartományra bomlott, melyekből később Durango és Chihuahua állam lett, a város pedig ciudad rangra emelkedett és neve lerövidült a mai Chihuahuára. A következő év szeptemberében kinevezték az állam első kormányzóját, José de Urquidit.
1824-ben megalakult a város rendőrsége és elindult a közvilágítás (ekkor marhafaggyúból készült mécseseket alkalmaztak, a petróleumra 1880-ban, az elektromosságra pedig 1895-ben tértek át). Chihuahua első nyomdája 1825-ben jött létre, a következő évben pedig kiadták az első helyi politikai folyóiratot, a Periódico Religioso Moralt. Ezzel egyidőben megnyílt az első börtön is (az első női börtönt pedig 1857-ben létesítették), és közkönyvtár létesítését is elrendelték: ez utóbbi 138 kötettel rendelkezett.
1833-ban, ugyanabban az évben, amikor egy súlyos kolerajárvány 779 áldozatot követelt a városban, megalakult a földméréssel és térképészettel foglalkozó Cuerpo Geográfico y Topográfico, mely 1851-ig működött. 1835-ben irodalmi intézet nyílt, 1837-ben megkezdte tevékenységét az első helyi szájsebész, 1839-ben pedig zeneiskola létesült.
1847-ben azonban észak-amerikai megszálló csapatok lepték el a várost, és március 2-től egészen április 28-ig maradtak, amikor is Saltillo irányába indultak tovább. Ez idő alatt (és még május 15-ig) a kormányzat az állam más településein működött. Ez év őszén egy rendkívüli alkotmányozó gyűlés megváltoztatta az eddigi közigazgatást: Chihuahua egy Iturbide nevű kanton székhelyévé vált. 1848 március 7-én az USA csapatai ismét megszállták a várost, ezúttal Sterling Price irányításával és egészen július 25-ig maradtak.
A reformháború idején, 1858. január 4-én Bruno Arriada és Juan N. Bárcenas csapatai a városban kihirdették a Tacubaya-tervet, a kormányzónak, Antonio Ochoának pedig fél órát adtak, hogy kinyilvánítsa egyetértését. Ő azonban Aldama irányába elmenekült, csatlakozott José Esteban nemzeti őrseregéhez és 19-én visszafoglalta a várost. 1560. július 27-én újra a Tacubaya-terv hívei kezébe került a település és körülbelül egy hónapig az övék is maradt.
1862-ben nyílt meg Chihuahuában az első, kifejezetten színháznak épült intézmény, a Teatro de Zaragoza, melyet 1877-ben követett a Teatro Betancourt. Ez utóbbi 1904-ig működött, amikor is leégett, csakúgy, mint utódja, a Teatro Coronado.

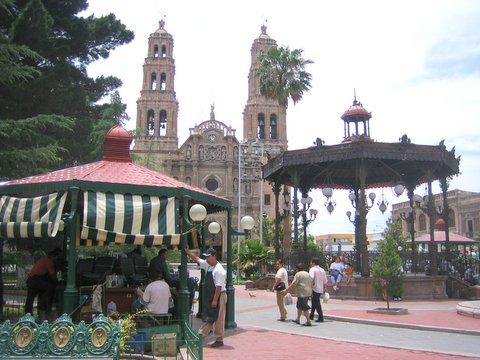
A székesegyház és a Plaza de Armas tér

1864 és 1866 között Benito Juárez elnök és kormánya többször is itt tartózkodott, innen irányították az országot, így ezen időszakban Chihuahua volt Mexikó fővárosa. A francia megszállók először 1865. augusztus 13-án foglalták el a települést és október 29-én hagyták el, másodszor pedig december 11-én jöttek és 1866. február 1-jén távoztak. Március 25-én azonban ismét francia csapatok jöttek és bevették magukat a székesegyházba, ahonnan végül ágyúzással sikerült őket kifüstölni. Az ostrom alatt megsérült harang ma emlékműként tekinthető meg a templomban.
1866-ban jött létre az első rendszeres, utazók által is igénybe vehető postakocsijárat, mely Chihuahuát a texasi San Antonióval kötötte össze, a következő évben pedig műterem nyílt festők számára.
1872-ben porfirista felkelők, a Plan de Noria hívei szállták meg a várost, nem sokkal később pedig maga Porfirio Díaz is ide érkezett. 1873-ban megjelentek az első varrógépek, 1874-ben az első helyi bankjegykibocsátó bank kezdte meg működését, 1875-ben pedig megjelent a városi lottó, melynek bevételeit közcélokra fordították. (Igaz, csak 6 sorsolást tartottak összesen, és legközelebb csak 1931-ben indult újra ez a szerencsejáték.) 1876 tavaszán létesült az első helyi távíróvonal, melyet hamarosan bővítettek, így 1877 nyarán már Mexikóvárossal is létrejött a kapcsolat. Az első helyi telefonvonalat 1881-ben létesítették, majd 3 évvel később, amikor létrejött a helyi telefontársaság, a város már 150 darabos készülékállománnyal rendelkezett. A hosszútávú telefonkapcsolatot csak 1930-ra építették ki.
1876. június 2-án Ángel Trías ezredes, a Tuxtepec-terv híve foglalta el Chihuahuát és börtönbe záratta Antonio Ochoa kormányzót, azonban Manuel de Herrera a nemzeti őrsereghez csatlakozva szeptember 19-én visszafoglalta a várost. 1877 februárjában azonban ismét tuxtepecisták kerítették hatalmukba a települést és megkezdődött a porfiriátus hosszú időszaka.
1879. augusztus 26-án a rendszerrel elégedetlen csoportok kihirdették a Guerrero-tervet, melyben Ángel Trías kormányzó elmozdítását követelték. Október 31-én foglyul is ejtették a kormányzót és helyére Luis Terrazast nevezték ki. 1882-ben kezdték meg a fémből készült vízvezetékek építését, így a régi, kőből készült műemlék vezetékhez tartozó rendszer egyes részei lassan pusztulásnak indultak. Ebben az időben a városban körülbelül 32 000-en laktak.
Az első vasútvonal 1882-ben nyílt meg, ez Ciudad Juárezszel kötötte össze a várost, majd 1884-ben Mexikóvárossal is létrejött az összeköttetés. A forgalom ez év február 23-án indult meg. Ugyancsak 1884-ben létesült az első lóvasút, melyet 1908-ban villamossá alakítottak, 1922-ben pedig felszámolták.
1891-ben készült el az új kormánypalota, 1895-ben pedig megjelentek a város utcáin az első kerékpárok. Ugyanebben az évben bővítették a vízvezetékrendszert és négy szűrőt is beépítettek, valamint megnyílt az első ipari iskola nők számára. 1896-ban játszották a város első baseballmérkőzését, 1897-ben pedig művészeti és szakmunkásiskola nyílt. 1898-ban tartották Chihuahuában az első filmvetítést, a következő évben pedig az orvosi rendelőben röntgenkészülékeket is szolgálatba állítottak.

### 20. század
A század elejétől fogva jelentős fejlődésen ment keresztül a város ipara, gyárak sora épült (például sörgyár, malmok és textilművek), de minden iparág közül kiemelkedett a fémipar: itt dolgozták fel a Santa Eulalia-, a Santa Bárbara-, a San Francisco del Oro- és a naicai bányák nyersanyagait, valamint hamarosan létrejött a vasúti kapcsolat a nyugati partokkal is. Jelentős beruházás volt az 1908-ban elkészült, 5 millió m³-es Chuvíscar-víztározó építése is. A század közepétől pedig egyre több maquiladora is létesült a városban.
1901-ben nyílt meg a Teatro de las Héroes színház, mely 1955-ben gyújtogatás következtében megsemmisült. 1902-ben orvosi magánszanatórium létesült, majd az év második felében megérkezett az első autó a városba. 1906-ban normáliskolát alapítottak, 1907-ben pedig megnyílt a jelenlegi községi palota.

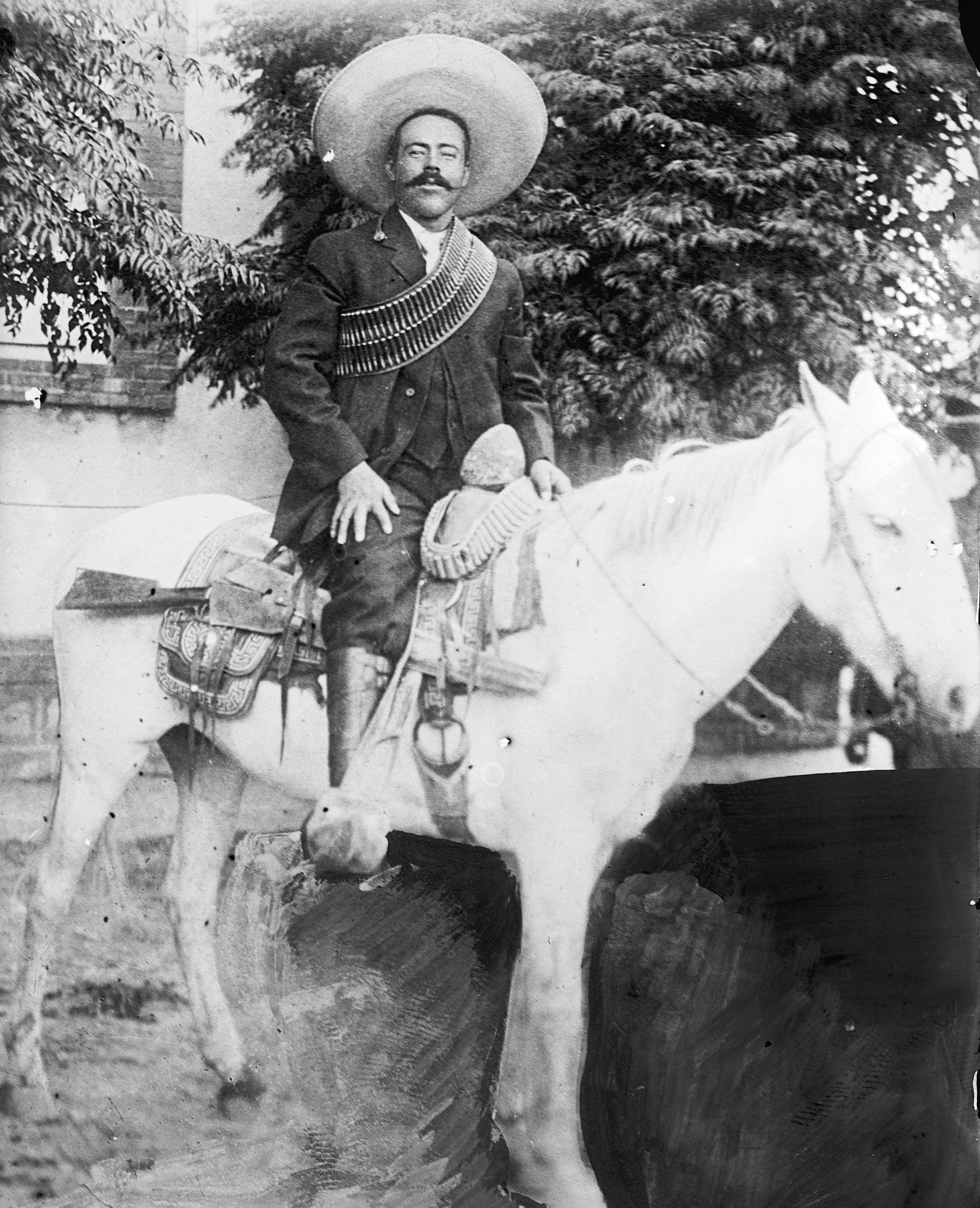
Francisco (Pancho) Villa forradalmár, az állam ideiglenes kormányzója

A forradalom idején Chihuahua a maderista, később a villista mozgalmak hatása alá került. 1910. január 16-án maga Francisco Ignacio Madero is ellátogatott a városba, majd 1911. október 30-án úgyszintén (ekkor már megválasztott, de még hivatalba nem lépett köztársasági elnök volt). 1910 októberében viszont fő ellenfele, Porfirio Díaz is átutazott és megszállt itt, amikor észak felé tartott, hogy találkozzon William Howard Taft amerikai elnökkel. 1913. december 8-án megérkezett a városba Pancho Villa, akit az állam ideiglenes kormányzójává neveztek ki. Legfontosabb intézkedése egy állami bank létrehozása volt. 1914-ben átutazóban itt járt Venustiano Carranza is (Ciudad Juárezből érkezett és Torreón irányába haladt), akit a helyiek többsége ünnepelve fogadott, amikor a kormánypalota erkélyéről beszédet intézett az egybegyűltekhez. Ez alatt a rövid idő alatt, amíg itt volt, jelentkeztek az egyet nem értés első jelei közte és Villa között, később ez vezetett a forradalmi mozgalom kettészakadásához.
1914-ben Carranza vásárolta meg az állam első repülőgépét, a gép azonban első repülése alkalmával összetört, pilótája, Federico Cervantes súlyos sérüléseket szenvedett. Ebben az évben létesítették a város első vezetéknélkülitávíró-állomását, melynek antennáit a székesegyházon helyezték el, 1923 decemberében pedig működésbe lépett az első helyi rádióadó.
1929-ben nyílt meg a város első óvodája és ebben az évben vetítették az első hangosfilmet is. 1931-ben kezdődött meg a helyi buszközlekedés, 1935-ben újranyílt a régi La Reformita nevű piac, mely azonban 1946-ban leégett és ezután új, a városközponttól távolabb eső helyre költözött. 1938-ban történettudományi társaság alakult a korábbi kormányzó, Francisco R. Almada elnökletével. 1941 nyarán leégett a kormánypalota, így 1944-ig ideiglenesen a községi palotából irányították az államot. Az új kormányépületet 1947-ben avatták fel.
1947. szeptember 26-án a köztársasági elnök, Miguel Alemán felavatta a város sportközpontját, melyben többek között egy 8000 férőhelyes stadion, tenisz-, kosárlabda-, baseball és röplabdapályák, egy ültetett erdő, öltözők és egészségügyi létesítmények is helyt kaptak.
1949-ben tüdőgondozó és technológiai intézet nyílt, 1954. december 6-án pedig létrejött az Chihuahuai Egyetem, mely 1968-ban kapott teljes autonómiát. 1957-ben kezdte meg működését Chihuahuában egész Latin-Amerika első mezőgazdasági kutatóintézete és ugyanebben az évben jelentek meg a városban az első televíziók. 1960-ban, amikor a város lakossága már meghaladta a 150 000-et, megnyílt a Chihuahua-víztározó, 1961-ben pedig Adolfo López Mateos köztársasági elnök avatta fel a Museo Regional de Chihuahua múzeumot.
1980-ban új ipari komplexum létesült és ekkor nyílt újra a Teatro de los Héroes színház is, majd 1981-ben felavatták az állam igazságügyi palotáját.
1988. május 24-én kigyulladt a PEMEX egyik hatalmas olajtartálya, mely 8 órán keresztül égett 50 méter magas lángokkal. Mintegy 200 000 embert kellett kitelepíteni a fenyegető katasztrófa miatt.

## Turizmus, látnivalók

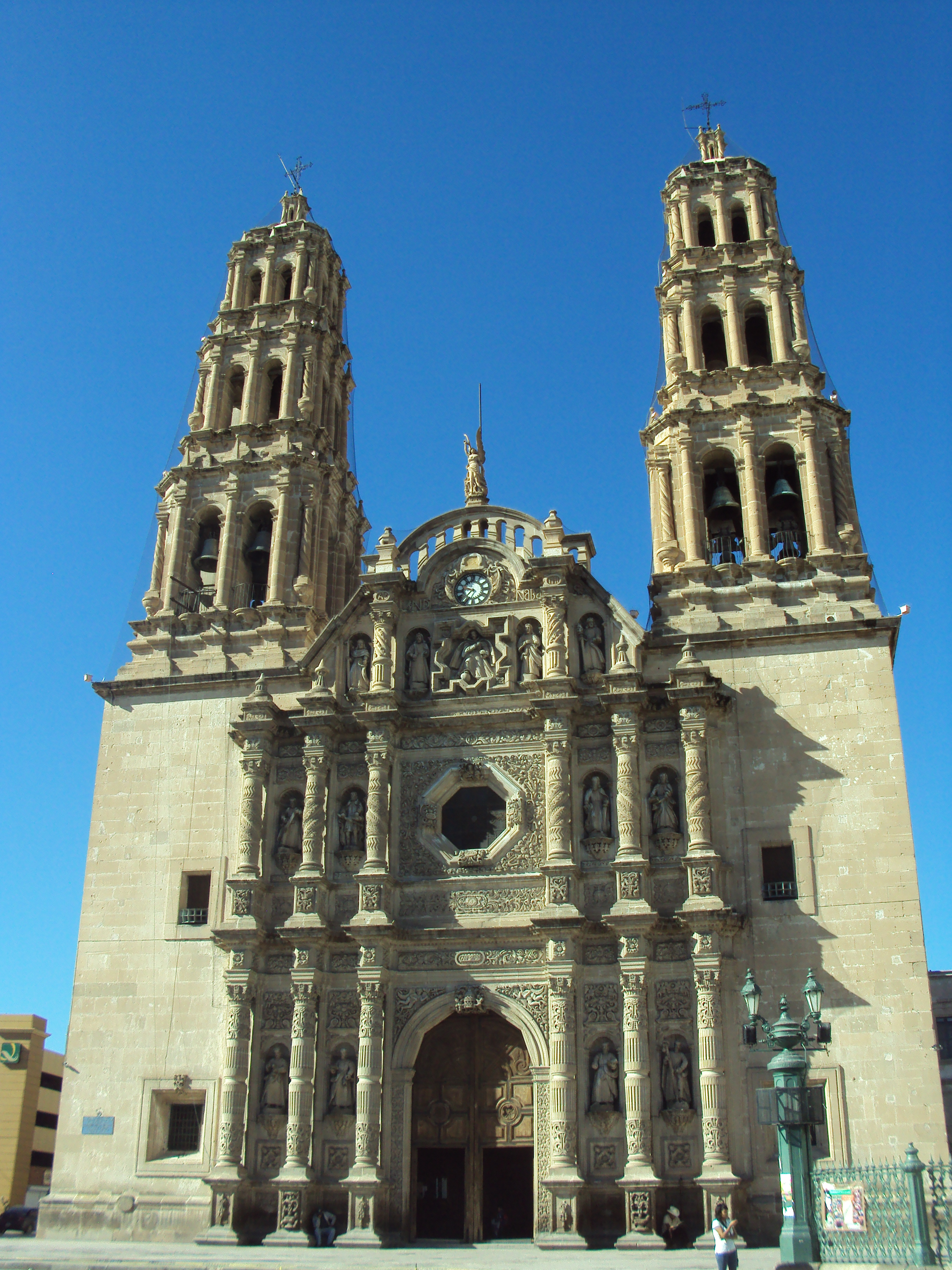
A székesegyház

Chihuahua egyik legismertebb, a város jelképének számító látnivalója az 1751 és 1854 között épült vízvezeték, melynek eredeti, mintegy 5 km-es hosszából ma is létezik még körülbelül 4 km; igaz, csak néhány rövidebb szakasza maradt meg látványos formában.
Számos jellegzetes emlékmű és szobor is áll a városban, közülük kiemelkedik Benito Juárez emlékműve, a 30 méteres Életfa, a Puerta del Sol („A Nap kapuja”), a munka emlékműve és a Puerta de Chihuahua („Chihuahua kapuja”).
Világi műemlékei közül jelentősek a színházak, egy 19. századi ház az Avenida Juárez 601. alatt valamint a Carolina-, a Creel-, a Sisniega- és a Tuché-villák, sőt, itt található az ország egyik legszebb villájának tartott, 1907 és 1910 között felépült, ma az egyetem kulturális központjaként működő Quinta Gameros is. Templomai közül kiemelkedik a 18. századi székesegyház. Különleges nevezetesség Pancho Villa mauzóleuma, amelyet Villa 1913–1914-ben építtetett magának, ám hamvait sohasem helyezték el benne.

## Sport
A városnak nincs országos vagy nemzetközi szinten jelentős sportélete. A Dorados de la UACH labdarúgócsapat a harmadosztályú bajnokságban szerepel. Egy jelentős, modern sportlétesítmény azonban felépült a város északi, sivatagos részén: az Estadio Olímpico Universitario 22 000 néző befogadására alkalmas.